# Európa 2020
Az Európa 2020 az Európai Unió (EU) 2010–2020 közötti 10 éves stratégiája, amely a közösségi szakpolitikákat és költségvetést, valamint a tagállamok kapcsolódó eszközeit az „intelligens, fenntartható és befogadó” gazdasági növekedésnek veti alá.

## Története

### Előzmények
Az Európa 2020 stratégia előzménye a 2001–2010 között érvényes Lisszaboni Stratégia volt, amelyet az EU közös fejlesztési programjának tekintettek. A Lisszaboni Stratégia sokkal több és bonyolultabb célt fogalmazott meg, amelyek közül a legfontosabbak nem teljesültek. Az EU nem vált a világ legversenyképesebb térségévé. 2009-ben a kudarc tanulságainak értékelésével párhuzamosan kezdődött meg a jelenlegi 10 éves fejlesztési terv vitája „EU 2020” címen. A 2010 márciusában átkeresztelt programot végül ugyanez év júniusában fogadta el az EU-csúcson az Európai Tanács.

### Reakciók
A kezdeményezésre való belső válasz nem volt túl pozitív. Kétségbe vonták, hogy a Tanács mind a 27 tagállamot meg tudja győzni a kijelölt prioritások helyességében és Németország nem igazán örül a további javaslatoknak a kormányzással kapcsolatban.

## Célok
Az Európa 2020 nem tartalmaz új fejlesztési, támogatási programokat, költségvetést, és elfogadásával nem változtattak meg rendeleteket és irányelveket, hanem annak adtak stratégiai irányt, hogy a szóban forgó tízéves időszakban ezt miként fogják megtenni.
Az Európa 2020 stratégiában részt vevő közös intézmények és tagállamok vállalják
- az aktivitási ráta 69-ről 75%-ra emelését,
- a kutatási-fejlesztési kiadások GDP-arányos 3%-os szintre emelését,
- 20%-kal kevesebb üvegházhatású gáz kibocsátását és 20%-százalékos megújuló energia-arányt,
- a korai iskolaelhagyók arányának 15-ről 10 százalékra csökkentését és a diplomások arányának 40%-ra növelését,
- és 20 millióval szegénységi küszöb alatt élő európai polgár felemelését.

## Részei
Az elvégzendő feladatokat hét ún. „zászlóshajó” alá rendezték:
- Intelligens növekedés
  - Európai digitális menetrend
  - Innovatív Unió
  - Mozgásban az ifjúság
- Fenntartható növekedés
  - Erőforrás-hatékony Európa
  - Iparpolitika a globalizáció korában
- Inkluzív növekedés
  - Új készségek és munkahelyek menetrendje
  - Szegénység elleni európai platform

## Fordítás
Ez a szócikk részben vagy egészben  az   Europe 2020 című angol Wikipédia-szócikk ezen változatának fordításán alapul.  Az eredeti cikk szerkesztőit annak laptörténete sorolja fel. Ez a jelzés csupán a megfogalmazás eredetét és a szerzői jogokat jelzi, nem szolgál a cikkben szereplő információk forrásmegjelöléseként.

## Külső hivatkozások
- Az Európa 2020 honlapja – Európai Bizottság
- Az Európa 2020 stratégia Magyarországon –  Európai Bizottság
- Európa 2020 stratégia – uniós célok és nemzeti vállalások – Kormány.hu